# Château de la Côte-au-Chapt
Le château de la Côte-au-Chapt est un château situé à Darnac, en France.

## Localisation
Le château est situé dans le département français de la Haute-Vienne, sur la commune de Val d'Oire et Gartempe, Darnac, au lieu-dit la Côte-au-Chapt, près de la Brame.

## Historique
La tour date de la fin du XIVe siècle. C'est une tour résidentielle sur  six niveaux avec latrines et cheminées, desservis par un escalier à vis intérieure. Au sommet, les créneaux comportent des archères cruciformes.
Un logis, du début du XVIe siècle est accolé à la tour. il n'en reste que des pans de murs. Un inventaire de l'année 1611 Archives départementales de la Haute-Vienne, 18 F, Fonds Aubugeois, liasse Darnac. nous permet d'en avoir le plan. Il s'agit d'une construction en L sur trois niveaux. Il comprend deux grandes salles, des chambres, une salle de garde, une cuisine, une tour escalier, une chapelle, des écuries et une tour porche fermée d'une porte en fer.
L'ensemble est entouré de douves et de courtines en terrasses.
La basse-cour est un vaste espace carré, traversé par une route ancienne. Nous pouvons toujours voir le logis du fermier avec son échauguette d'angle, les écuries et les étables.
Le contexte de la construction de la Tour de la Côte-au-Chapt appartient à la guerre dite de "Cent ans". Ytier du Breuil, seigneur de La Côte-au-Chapt rejoint le parti du duc de Berry et construit cette tour pour affirmer sa fidélité au roi de France à la fin du XIVe siècle.
Le logis est probablement la commande de Marc de Naillac, chevalier, seigneur de La Côte-au-Chapt, sénéchal de la Basse-Marche vers 1550. Les canonnières dans la cuisine et sur la courtine extérieure relèvent de cette période.
Les vestiges du château sont inscrits au titre des monuments historiques le 19 avril 1988 ; le donjon est classé le 25 septembre 1989.

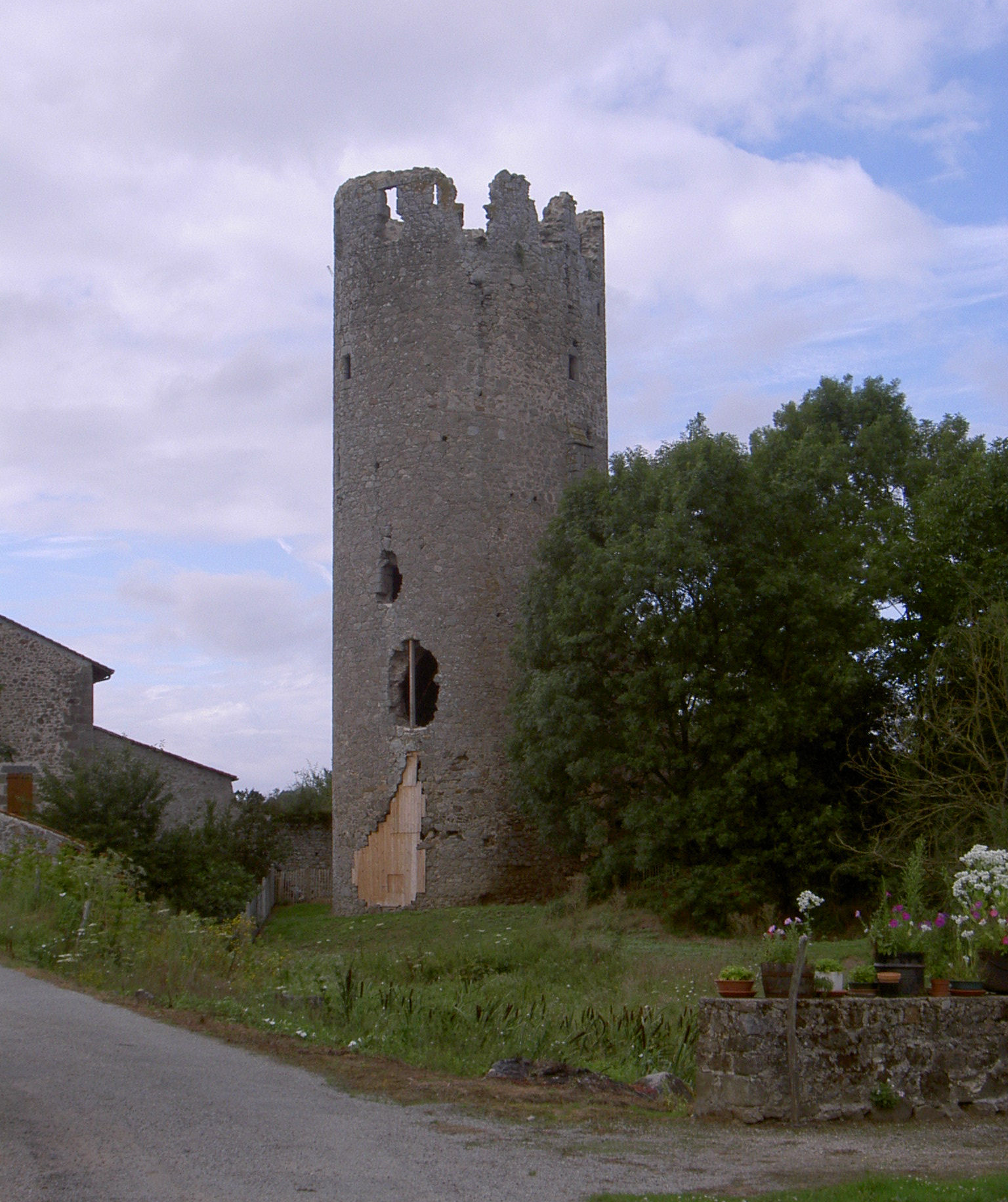
Donjon de la Côte-au-Chapt, 2004, pendant une campagne de sauvegarde.